# Ceriana macrosticta
Ceriana macrosticta är en tvåvingeart som beskrevs av Cheng 1997. Ceriana macrosticta ingår i släktet griffelblomflugor, och familjen blomflugor. Inga underarter finns listade i Catalogue of Life.